# Siegfried Jerusalem
Siegfried Jerusalem (født 17. april 1940) er en tysk operatenor.
I sin aktive karriere optrådte han i de fleste Richard Wagner operaer og blev betragtet som en ægte heltetenor.
Han studerede klaver, violin og fagot ved Folkwang Schule i Essen og fik sit gennembrud som sanger i Bayreuth i 1977.
Han har sunget ved flere lejligheder i Danmark.
Han forlod scenen i 1999 og er i dag ansat som sangpædagog ved Musikhøjskolen i Nürnberg.